# Nagykunsági Tájház
A karcagi Nagykunsági Tájházat 1984-ben alapították, és a karcagi középparasztok mindennapi életét, tárgyi kultúráját mutatja be.
Az épületegyüttes három tagból áll, melynek legrégebbi része az 1840-es években népi klasszicista stílusban épült, hagyományosan háromosztatú lakóház. Mögötte található az istálló, kamara, szerszámos, vele szemben áll a kétosztatú, szoba-konyhás sütőház vagy kisház. A lakóház egyik szobájában az ünnepi berendezést mutatják be, közöttük a kevéssé ismert kunhímzéssel díszített textíliákat.
A tájház a Györffy István Nagykun Múzeum kezelésében van.